# Anders Olsson i Ornakärr
Anders Olsson (i riksdagen kallad Olsson i Ornakärr, senare Olsson i Väsby), född 15 juli 1836 i Väsby socken, död 13 februari 1908 i Väsby socken, var en svensk lantbrukare och politiker.
Anders Olsson, som kom från en bondesläkt, var lantbrukare i Väsby i nordvästra Skåne. Han var också predikant i Svenska missionsförbundet och var ordförande för Västra Skånes missionsförening 1866–1899.
Olsson var riksdagsledamot i andra kammaren 1887–1899 för Luggude domsagas norra valkrets. I riksdagen tillhörde han Lantmannapartiet 1887 och kvarstod under splittringsperioden 1888–1894 i det frihandelsvänliga Gamla lantmannapartiet, men vid återföreningen med tullvännerna 1895 ställde han sig utanför det återbildade Lantmannapartiet. Under sin sista mandatperiod anslöt han sig i stället till den liberalt inriktade Bondeska diskussionsklubben.
I riksdagen var Olsson bland annat suppleant i konstitutionsutskottet 1887 samt 1891–1896. Han var särskilt engagerad i jordbruksfrågor, men var också tidigt ute med att förespråka skärpt arbetarskyddslagstiftning.